# Quo Vadis (2001)
Quo Vadis (bra Quo Vadis?) é um filme polonês de 2001, um drama histórico escrito e dirigido por Jerzy Kawalerowicz baseado no romance homônimo de Henryk Sienkiewicz.
Foi o representante da Polônia no Oscar de 2002 na categoria melhor filme estrangeiro, mas não foi indicado.[carece de fontes?]

## Sinopse
Apaixonado pela cristã Lígia, Marcus Vinícius decide sequestrá-la após ser rejeitado, mas enfrenta a resistência de Ursus, guarda-costas dela. Depois disso, Lígia se apaixona por ele, mas Marcus estava a caminho de Roma para se encontrar com o imperador Nero. Após o encontro, Marcus fica sabendo que Nero mandara incendiar Roma, e ele vai atrás de Lígia.

## Elenco
- Paweł Deląg .... Marcus Vinicius
- Magdalena Mielcarz .... Lígia
- Bogusław Linda .... Petrônio
- Michal Bajor .... Nero
- Jerzy Trela .... Chilo Chilonides
- Franciszek Pieczka .... Pedro apóstolo
- Krzysztof Majchrzak .... Tigelinus
- Rafal Kubacki .... Ursus
- Andrzej Tomecki .... Glaucus
- Jerzy Nowak .... Krispus
- Zbigniew Walerys .... Saulo de Tarso
- Agnieszka Wagner .... Popeia Sabina
- Malgorzata Pieczynska .... Akte
- Marta Piechowiak .... Eunice
- Danuta Stenka .... Pompônia